# Dolophilodes ventricostus
Dolophilodes ventricostus är en nattsländeart som beskrevs av Oliver S. Flint Jr. 1983. Dolophilodes ventricostus ingår i släktet Dolophilodes och familjen stengömmenattsländor. Inga underarter finns listade i Catalogue of Life.